# Polska Technologia Górnicza
Polska Technologia Górnicza (Poltegor) – przedsiębiorstwo badawczo-projektowe we Wrocławiu działające w latach 1950–1981.

## Historia
Przedsiębiorstwo powstało w 1950 roku jako wrocławski oddział Centralnego Biura Projektów Przemysłu Węglowego w Katowicach. W 1955 przekształcono je w samodzielne Dolnośląskie Biuro Projektów Górniczych, które w 1957 przejęło obowiązki generalnego projektanta przemysłu węgla brunatnego. W 1971 stało się instytucją wiodącą w pracach naukowo-badawczych i projektowaniu dla górnictwa odkrywkowego wszelkich kopalin. Zmieniono wówczas nazwę na Centralny Ośrodek Badawczo-Projektowy Górnictwa Odkrywkowego Poltegor.
W roku 1981 firma przeniosła się do nowej siedziby w wieżowcu przy ulicy Powstańców Śląskich 95 we Wrocławiu i podzieliła się na dwie firmy: Poltegor-Projekt oraz Poltegor-Instytut. W 1992 firma Poltegor-Projekt została sprywatyzowana i przekształcona w spółkę z ograniczoną odpowiedzialnością.
Po sprzedaży w 2006 roku siedziby spółki przy ulicy Powstańców Śląskich, Poltegor-Projekt przeprowadził się do nowo wybudowanego obiektu przy ulicy Wyścigowej, a Poltegor-Instytut na ulicę Parkową.